# Parabathymyrus fijiensis
Parabathymyrus fijiensis är en fiskart som beskrevs av Emma S. Karmovskaya 2004. Parabathymyrus fijiensis ingår i släktet Parabathymyrus och familjen havsålar. Inga underarter finns listade i Catalogue of Life.